# 瑪麗·尤辛
瑪麗·尤辛（Marie Ussing，1923年—?）是前丹麥羽球運動員。
瑪麗·尤辛於1947年首度贏得著名的全英羽球錦標賽女子單打冠軍。1953年，她再在全英贏得女子單打冠軍。相比之下，她從未在丹麥國內獲得單打比賽冠軍，但在1952年與Jytte Kjems一起贏得女子雙打冠王。另外，1946年，她曾與奧絲·休特·雅各布森一起贏得的丹麥羽球公開賽的女子雙打冠軍。